# Myloplus planquettei
Myloplus planquettei é uma espécie de peixe da família Characidae na ordem Characiformes.

## Morfologia
Os machos podem atingir 58 centímetros de comprimento total.
- Número de vértebras: 40-41.

## Distribuição geográfica
Encontrado na América do Sul: as bacias hidrográficas de Mana, Maroni e do Essequibo na Guiana.